# Lissosabinea tridentata
Lissosabinea tridentata is een garnalensoort uit de familie van de Crangonidae. De wetenschappelijke naam van de soort is voor het eerst geldig gepubliceerd in 1970 door Pequegnat.